# إريك إنجلاند (مخرج)
اريك إنجلاند (بالإنجليزية: Eric England)‏ هو مخرج أمريكي، ولد في 23 فبراير 1988 في راسلفيل في الولايات المتحدة.

## وصلات خارجية
- اريك إنجلاند على موقع IMDb (الإنجليزية)
- اريك إنجلاند على موقع ألو سيني (الفرنسية)
- اريك إنجلاند على موقع أول موفي (الإنجليزية)
- اريك إنجلاند على موقع قاعدة بيانات الأفلام السويدية (السويدية)
- اريك إنجلاند على موقع قاعدة بيانات الفيلم (الإنجليزية)
- اريك إنجلاند على موقع كينوبويسك (الروسية)